# HTS tentiQ
HTS tentiQ GmbH est une entreprise allemande spécialisée dans le développement et la fabrication de bâtiments mobiles et de chapiteaux. Son siège social et sa production se trouvent à Kefenrod, Allemagne.

## Histoire de l'entreprise
HTS tentiQ a été créée en 2001 à Kefenrod, Allemagne.
Les années 2002-2003 voient l'ouverture de sites de distribution en Grande-Bretagne, en France et au Moyen-Orient. En 2006, de nouveaux sites ouvrent à Singapour et en Russie, puis en Inde en 2007.
En 2013, l’entreprise a repris la majorité des parts de Huaye Tent (Kunshan) Co., Ltd. en Chine.
En 2014, l'entreprise partenaire HTS Industriebau est créée. Elle se spécialise dans le développement et la production de bâtiments en acier à construction rapide.
Aujourd’hui, HTS tentiQ, force motrice reconnue dans l’industrie des structures temporaires, fournit l’un des plus grands choix de tentes événementielles temporaires et semi-permanentes et de structures permanentes, aux secteurs privés et publics du monde entier.
L’entreprise emploie actuellement plus de 260 personnes hautement qualifiées et formées sur son site de Kefenrod, la majorité étant présente depuis sa création. Son effectif inclut une force de vente de plus de 50 experts stratégiquement répartis dans toutes les régions du monde pour assurer sur place les services d’assistance, de fourniture, de distribution et d’installation, en fonction des besoins.

## Activités
En 2009, l'entreprise développe un pavillon de trois étages pour les stands de la course automobile Clipsal 500, à Adélaïde en Australie-Méridionale : le rez-de-chaussée se compose de 36 stands et abrite en outre différents espaces de bureaux, médicaux et autres. Les premier et deuxième étages hébergent plusieurs grands espaces d'accueil dédiés à la gastronomie, à l'enregistrement d'émissions de télévision et de radio, à la direction de la course, au centre de médias, etc.,
En 2009 toujours, la division HTS Industrie (maintenant HTS tentiQ Bâtiments Industriels) est fondée. Il s'agit d'un service interne spécial, qui se charge de vendre et louer des bâtiments démontables directement aux clients finaux des secteurs de la fabrication et de l'industrie. La division compte aujourd'hui des bureaux de vente et des entrepôts en Europe, en Australie et aux États-Unis.
En 2010, une nouvelle structure composée d'un alliage de carbone est brevetée et introduite sur le marché. Grâce à des lamelles de carbone, elle permet de réduire considérablement le poids et le volume des bâtiments. La même année, le système « HTS Avantgarde » est lui aussi breveté, il s'agit d'un système de fermeture pour baies et cloisons extérieures.
En 2012, une commande du ministère de la Défense russe donne le coup d'envoi du service HTS-RDS (maintenant HTS tentiQ Government Authority), une nouvelle entité spécialisée dans le développement, la production et la livraison de camps militaires complets, de tentes militaires individuelles et de tentes pour situations de catastrophes.
En 2013, l'entreprise remporte un appel d'offres de plus de 27,6 millions de dollars américains, portant sur la construction d'un nouveau terminal pour l'aéroport de Nairobi (Kenya), à la suite de la destruction de l'ancien bâtiment par un incendie. Ce nouveau terminal permet d’élever la capacité de l'aéroport à 7,5 millions de passagers par an.
En 2015, l'entreprise construit plusieurs camps de réfugiés en Allemagne. Lors du salon Tent Expo 2016, un contrat est également signé pour un camp de réfugiés en Italie.
L'entreprise a également construit les bâtiments d'exposition du parc Sokolniki de Moscou (Russie). En 2008, un bâtiment de deux étages et d'une superficie globale de 3 650 m2 est ainsi érigé.
L'entreprise construit régulièrement des tentes destinées à accueillir des spectateurs pour des acteurs du sport automobile, tels que Audi,, Porsche, BMW,,, Hankook et d'autres constructeurs automobiles.
D'après les informations fournies par l'entreprise, le chiffre d'affaires s'élevait en 2012 à 120 millions d'euros.